# Saint-Lézer
Saint-Lézer ist eine französische Gemeinde mit 434 Einwohnern (Stand 1. Januar 2022) im Département Hautes-Pyrénées in der Region Okzitanien.

## Geographie
Saint-Lézer befindet sich 17 Kilometer nördlich von Tarbes (Hauptstadt des Département Hautes-Pyrénées) und ist etwa drei Kilometer südwestlich von Vic-en-Bigorre gelegen. Das Dorf liegt über dem Tal des Adour und bietet einen Blick in die Pyrenäen. Im Osten des Gemeindegebietes fließt der Échez, parallel dazu knapp westlich davon der Canal de Luzerte. In diesen münden im Süden die Géline und im Zentralbereich die Luzerte (auch Barmale genannt). Ganz im Nordwesten verläuft auch die Lis, die später den Canal de Luzerte aufnimmt.

## Geschichte
Schon vor der Zeitenwende von Keltiberern besiedelt und mit einem Oppidum befestigt, wurde es in gallo-römischer Zeit zur Hauptstadt des Bigorre mit einem Castrum Bigorra als Festungsanlage (heute mit einem archäologischen Pfad erschlossen).
Um das Jahr 1000 n. Chr. errichtete der Graf von Bigorre an gleicher Stelle eine mittelalterliche Burganlage und seine Residenz, Castelbieilh genannt.
Mit dem Bischof von Bigorre zusammen gründete er im 11. Jahrhundert auch ein Kloster, das Priorat von Saint-Lézer.

## Sehenswürdigkeiten
- Die Saint-Lézer geweihte Kirche, welche in einem Flügel des ehemaligen Klosters des Benediktinerordens, dem Priorat von Saint-Lézer, errichtet wurde. Die Klostergründung erfolgte zu Beginn des 11. Jahrhunderts. Im Zuge der französischen Revolution wurde das Kloster als Nationalgut an Bertrand Barère verkauft und von diesem Stein für Stein abgetragen. Das Kloster weist eine ältere Geschichte auf, da bereits im 6. Jahrhundert eine Abtei an gleicher Stelle stand, welche von den Wikingern im 8. Jahrhundert zerstört worden war.
- Archäologischer Pfad des Castrum Bigorra mit gallo-römischen Mauerresten und Resten der mittelalterlichen Burgfestung. Der Pfad wird von der „Association des Amis de la Bigorra“ liebevoll gepflegt und ist mit vielen Informationstafeln vorbildlich erschlossen.
- Eine Mühle und die ehemalige Sägerei des Klosters aus dem 18. Jahrhundert.